# Jan Purczyński
Jan Michał Purczyński (ur. 20 stycznia 1944 w Brodnicy) – polski inżynier, profesor nauk technicznych.

## Życiorys
W latach 1966–1970 ukończył studia matematyczne i elektrotechniczne w Politechnice Szczecińskiej i na Uniwersytecie im. Adama Mickiewicza w Poznaniu, w 1971 r. obronił pracę doktorską, w 1978 r. otrzymał stopień doktora habilitowanego. W 1980 r. uzyskał tytuł profesora nauk technicznych.
Był pracownikiem naukowym w Wyższej Szkole Techniczno-Ekonomicznej w Szczecinie, na Uniwersytecie Szczecińskim i w Zachodniopomorskim Uniwersytecie Technologicznym w Szczecinie.

## Odznaczenia
- Krzyż Kawalerski Orderu Odrodzenia Polski
- Medal Komisji Edukacji Narodowej
- Złoty Medal za Długoletnią Służbę
- Odznaka Gryfa Pomorskiego
- Medal za zasługi dla Politechniki Szczecińskiej[1]